# Robert Heffernan
Robert Heffernan (Cork, 28 de fevereiro de 1978)  é um atleta irlandês especializado na marcha atlética, campeão mundial e medalhista olímpico da marcha de 50 km. Conquistou a medalha de ouro no Campeonato Mundial de Atletismo de 2013 em Moscou. Nos Jogos de Londres 2012, ele chegou inicialmente na 4ª posição. Posteriormente o russo Sergey Kirdyapkin, vencedor na ocasião, veio a ser banido do esporte por doping, perdendo quase todas as suas medalhas, incluindo a de Londres. Com isso Heffernan foi promovido à medalha de bronze e a recebeu numa cerimônia em 2016.